# (445473) 2010 VZ98
(445473) 2010 VZ98, também escrito como (445473) 2010 VZ98, é um corpo menor que está localizado no disco disperso, uma região do Sistema Solar. Ele possui uma magnitude absoluta de 5,0 e tem um diâmetro estimado com cerca de 440 km. O astrônomo Mike Brown lista este corpo celeste em sua página na internet como um candidato a possível planeta anão.

## Descoberta
(445473) 2010 VZ98 foi descoberto no dia 12 de novembro de 2010 pelos astrônomos D. L. Rabinowitz, M. Schwamb e S. Tourtellotte.

## Órbita
A órbita de (445473) 2010 VZ98 tem uma excentricidade de 0,778 e possui um semieixo maior de 154 UA. O seu periélio leva o mesmo a uma distância de 34,305 UA em relação ao Sol e seu afélio a 274 UA.